# José Eduardo dos Santos
José Eduardo dos Santos (Luanda, 28 augustus 1942 – Barcelona, 8 juli 2022) was een Angolees politicus. Van 1979 tot 2017 was hij president van Angola.

## Biografie

### Verzet
Hij werd kort na de oprichting van de Volksbeweging voor de Bevrijding van Angola (MPLA) in 1956 lid van die beweging. De MPLA streed tegen de Portugese kolonisator. In 1961 richtte Dos Santos de jeugdbeweging van de MPLA op. Hij studeerde van 1962 tot 1969 communicatie in de Sovjet-Unie en behaalde tevens een graad in het petroleummanagement.
In 1969 keerde Dos Santos naar Angola terug en werd coördinator voor Buitenlandse Zaken binnen de MPLA. Na de onafhankelijkheid in november 1975, werd hij minister van Buitenlandse Zaken (tot 1978) en lid van het politbureau van de MPLA. Van 1978 tot 1979 was Dos Santos minister van Planning.

### Presidentschap
Na het overlijden van president Agostinho Neto op 10 september 1979, werd Dos Santos tot president van de Volksrepubliek Angola gekozen en tevens voorzitter van de MPLA-Partij van de Arbeid (MPLA-PT). De MPLA-PT was toen de enige toegestane politieke partij.
Tijdens de eerste jaren van Dos Santos' presidentschap was er sprake van een oorlog met Zuid-Afrika. De voornaamste reden voor de Zuid-Afrikaanse apartheidsregering om oorlog te voeren met Angola, was het feit dat de Angolese regering de Namibische afscheidingsbeweging SWAPO steunde (Namibië was toen nog een Zuid-Afrikaans mandaatgebied). Om stand te houden tegen het moderne en sterke Zuid-Afrikaanse leger, werden de Angolese strijdkrachten geholpen door het Cubaanse leger. In 1988 sloten Angola en Zuid-Afrika dankzij bemiddeling van de Verenigde Staten een akkoord. Cuba trok zijn troepen uit Angola weg, Angola stopte zijn steun aan de Namibische vrijheidsstrijders en Zuid-Afrika erkende de Namibische onafhankelijkheid. Sindsdien zijn de relaties tussen Angola en Zuid-Afrika goed.
Er was echter ook sprake van een burgeroorlog tussen het regeringsleger en de bevrijdingsbeweging Unita van Jonas Savimbi. De Unita werd tot 1988 op grote schaal gesteund door het apartheidsbewind in Zuid-Afrika, maar nadat Zuid-Afrika en Angola vrede hadden gesloten, viel de steun aan de Unita weg. De burgeroorlog ging echter gewoon door. Pas in 1994 sloten president Dos Santos en rebellenleider Jonas Savimbi een wapenstilstand.
Door de burgeroorlog en de oorlog met Zuid-Afrika kon president Dos Santos geen hervormingen doorvoeren. Pas in 1988werd de sinds 1977 van kracht zijnde noodtoestand opgeheven. Reeds halverwege de jaren tachtig werden er economische hervormingen doorgevoerd en kreeg Angola een vrijemarkteconomie. In 1991 voerde Dos Santos politieke hervormingen door en werd het eenpartijstelsel van de MPLA-PT afgeschaft. Bij de eerste democratische verkiezingen van 1992 won de MPLA-PT en werd president Dos Santos herkozen (zo ook bij alle daaropvolgende presidentsverkiezingen).
In 1998 hervatte de Unita de strijd, maar na het overlijden van Unita-voorzitter Jonas Savimbi in 2002, werd er opnieuw onderhandeld tussen de MPLA-regering van Dos Santos en de Unita. Dit leidde tot een akkoord in april 2002, waarna er een einde kwam aan de slepende burgeroorlog.
In augustus 2012 werd Dos Santos met grote steun van de bevolking herkozen als president voor vijf jaar. 
In maart 2016 gaf Dos Santos in een speech voor MPLA-partijleden aan in 2018 te willen aftreden. Een reden voor zijn vertrek gaf hij niet noch de naam van een mogelijke opvolger. In 2017 werden nieuwe verkiezingen gehouden.
In december werd een mogelijke opvolger bekendgemaakt, de minister van Defensie João Lourenço. Lourenço had van zijn ambitie om Dos Santos op te volgen geen geheim gemaakt en hij maakte al jaren deel uit van de hoogste bestuursorganen van de MPLA. Isabel dos Santos, de dochter van Dos Santos, is geboren buiten Angola en mag daarom haar vader niet opvolgen. Zij was de topbestuurder van het staatsoliebedrijf Sonangol. Bij dit bedrijf zijn grote tekortkomingen gesignaleerd na de halvering van de olieprijs begin 2015. Zij werd medio november 2017 door de nieuwe president João Lourenço uit deze functie ontheven. Haar broer, José Filomeno dos Santos, is sinds 2013 de hoogste baas van het Angolese sovereign wealth fund. Hij werd in maart 2018 aangeklaagd wegens fraude. In september van dat jaar werd hij gearresteerd.
In september 2021 keerde José Eduardo dos Santos na twee afwezigheid in het land terug naar Angola. Hij overleed op 79-jarige leeftijd in een Spaans verpleeghuis na een lang ziekbed.

## Bewind
Dos Santos regeerde met vaste hand en critici beschuldigen hem van mismanagement van de olierijkdommen. De hoge olie-inkomsten kwamen vooral de politieke elite en zijn familie ten goede, terwijl de rest van de bevolking in armoede leefde. Het land staat hoog in de ranglijst van meest corrupte landen, in 2015 op plaats 163 van de in totaal 168 genoemde landen in de corruptieperceptie-index.

## Trivia
Volgens Forbes is dochter Isabel dos Santos de rijkste vrouw van heel Afrika met een geschat vermogen van US$ 3,2 miljard.
- Bibliothèque nationale de France: cb11887489q (data)
- Gemeinsame Normdatei: 1057552135
- International Standard Name Identifier: 0000 0000 7829 1400
- Library of Congress Control Number: n93090556
- Nationale Bibliotheek van Tsjechië: js20090625010
- Nederlandse Thesaurus van Auteursnamen: 301749523
- SNAC: w6v99ztf
- Système universitaire de documentation: 116796138
- Virtual International Authority File: 90594066
- WorldCat: E39PBJfMkp7HfXTcTbkG386xjC